# Hendrik I van Schwerin
Hendrik I van Schwerin bijgenaamd de Zwarte (circa 1155 - 17 februari 1228) was een Duitse edelman die van 1194 tot 1228 graaf van Schwerin was. 

## Levensloop
Hendrik was de vierde zoon van graaf Günzel I van Schwerin en diens gemalin Oda van Lüchow. Zijn vader kreeg in 1160 het graafschap Schwerin nadat Hendrik de Leeuw het gebied had veroverd. In 1185 stierf Günzel I, waarna Hendriks oudere broer Helmhold I graaf van Schwerin werd. In 1194 deed Helmhold I troonsafstand, waarna Hendrik en zijn oudere broer Günzel II gezamenlijk graaf van Schwerin werden.
Na de val van Hendrik de Leeuw in 1180, bemachtigde Denemarken heel wat gebieden in noordelijk Duitsland en aan de zuidkust van de Oostzee. Geleidelijk aan breidde de invloed van Denemarken meer zuidwaarts uit. Toen Hendrik en Günzel II in 1208 in conflict kwamen met een van hun vazallen, gebruikte koning Waldemar II van Denemarken dit als excuus om Schwerin te bezetten. In 1214 kregen de broers uiteindelijk hun macht terug, maar op voorwaarde dat ze Waldemar II als hun leenheer erkenden. Ook besliste Waldemar II dat hun zus Ida met graaf Nicolaas van Halland moest trouwen, een buitenechtelijke zoon van Waldemar. Als bruidsschat kreeg Nicolaas de helft van het graafschap Schwerin.
In 1221, toen Hendrik van Schwerin deelnam aan de Vijfde Kruistocht, stierven zowel zijn broer Günzel II als zijn schoonbroer Nicolaas van Halland. De zoon van Nicolaas van Halland, ook Nicolaas genaamd, bemachtigde daarop de helft van het graafschap Schwerin. Omdat Nicolaas echter nog minderjarig was, nam Waldemar II de voogdij van zijn buitenechtelijke kleinzoon op, terwijl hij zijn neef, graaf Albrecht II van Weimar-Orlamünde, tot regent benoemde. Toen Hendrik in 1223 terugkwam van kruistocht, wilde hij met Waldemar II onderhandelen om het graafschap Schwerin volledig te bemachtigen. Nadat de onderhandelingen mislukten, besloot Hendrik een drastische actie te ondernemen.
Toen Waldemar II en zijn zoon Waldemar van Sleeswijk op jacht waren op het Deense eiland Lyø, liet Hendrik hen in de nacht van 6 op 7 mei 1223 ontvoeren. De gevangenen werden per boot naar de Duitse kust gebracht en daarna gevangengezet in het kasteel van Lenzen en het kasteel van Dannenberg. Nadat Hendrik I er in 1225 was geslaagd om het graafschap Schwerin volledig te heroveren, werden ze overbracht naar het kasteel van Schwerin.
Hendrik I vroeg een hoge prijs voor de vrijlating van koning Waldemar II en zijn zoon. Bedreigingen van zowel Denemarken als paus Honorius III haalden bij Hendrik niets uit en hij kreeg de steun van heer Hendrik Borwin II van Mecklenburg, graaf Adolf IV van Holstein en bisschop Gebhard II van Bremen. Toen Waldemar II de eisen van Hendrik weigerde in te willigen, brak er zelfs oorlog uit tussen Denemarken en Schwerin. In 1225 vond bij Mölln de beslissende veldslag plaats, waarbij de Denen een nederlaag leden en graaf Albrecht II van Weimar-Orlamünde werd gevangengenomen.
Na de Slag bij Mölln aanvaardde Waldemar II de eisen van Hendrik I en zijn bondgenoten. In november 1225 werd in Bardowick een verdrag ondertekend. In dit verdrag stond dat Hendrik Waldemar II en diens zoon zou vrijlaten als er een som van 45.000 zilvermarken werd betaald, als ze hun aanspraken op Schwerin en Holstein lieten vallen, als ze hun leenheerschap in de Duitse gebieden opgaven, als ze beloofden geen wraak te zullen nemen en als ze de Duitse steden complete vrijheid van handel schonken.
Door de gevangenschap van Waldemar II was Denemarken haar dominante positie in het noorden van Duitsland grotendeels kwijt. Waldemar probeerde zelfs om de verloren Duitse gebieden te heroveren, maar werd in juli 1227 bij de slag bij Bornhöved verslagen. Hierna werd Waldemar gedwongen om de voorwaarden van het verdrag van Bardowick opnieuw te aanvaarden, waardoor Denemarken al haar gebied in het noorden van Duitsland en aan de zuidkust van de Oostzee verloor. 
In februari 1228 stierf Hendrik I, waarna hij begraven werd in de dom van Schwerin. Hij was gehuwd met Eudoxia van Koejavië, dochter van hertog Bolesław van Koejavië. Ze kregen volgende kinderen:
- Günzel III (-1274), graaf van Schwerin.
- Helmhold II (-1267), graaf van Schwerin.